# Hubertus von Amelunxen
Hubertus von Amelunxen (* 29. Dezember 1958 in Bad Hindelang) ist ein deutscher Kultur- und Kunstwissenschaftler mit dem Schwerpunkt der Geschichte und Theorie der Fotografie.

## Leben
Hubertus von Amelunxen studierte ab 1978 Romanistik, Germanistik und Kunstgeschichte in Marburg und Paris. 1991 lehrte er im Bereich Kunstgeschichte an der Universität Basel. 1991/92 war er Gastprofessor an der University of California, Santa Cruz, 1992 wurde er mit Romanischen Studien an der Universität Mannheim promoviert.
Von 1995 bis 2000 arbeitete er als Professor an der Muthesius-Hochschule für Kunst und Design in Kiel, wo er das Zentrum für Interdisziplinäre Projektstudien gründete.
2000/01 lehrte er an der Philosophischen Fakultät der Heinrich-Heine-Universität in Düsseldorf und am Koninklijke Academie voor Schone Kunsten van Antwerpen. Er wurde Gründungsbeauftragter der International School of New Media in Lübeck. Diese Institution wurde 2012 geschlossen.
Seit 2003 ist er Mitglied der Akademie der Künste in Berlin und seit 2005 Rektor der École européenne supérieure de l’image Angoulème/Poitiers in Frankreich. Er gestaltete verschiedene internationale Ausstellungen, einschließlich Tomorrow For Ever – Photographie als Ruine in Krems/Duisburg (2000). Von 2001 bis 2007 war er Senior Consultant Curator am Centre Canadien d’Architecture in Montreal und vom 1. Oktober 2010 bis zum Juli 2013 Präsident der Hochschule für Bildende Künste Braunschweig. Diese Funktion gab er jedoch frühzeitig im Oktober 2013 wieder ab, um die Präsidentschaft der European Graduate School in der Schweiz zu übernehmen, die er bis zum Juni 2018 wahrnahm.

## Veröffentlichungen
- Winfried Bullinger, An den Rändern der Macht, Hatje Cantz, Ostfildern (2017); mit einem Essay von Hubertus von Amelunxen.
- Gustave Le Gray, Seascapes, Schirmer/Mosel, München (2015); mit einem Essay von Hubertus von Amelunxen. ISBN 978-3-8296-0727-8
- Steve Sabella, Works 1997–2014, Hatje Cantz, Ostfildern (2014); herausgegeben von Hubertus von Amelunxen. ISBN 978-3-7757-3767-8
- Gordon Matta-Clark, Moment to Moment: Space, Verlag für Moderne Kunst, Nürnberg; herausgegeben zusammen mit Angela Lammert und Philip Ursprung (2012). ISBN 978-3-86984-138-0
- Elger Esser, Nocturnes à Giverny. Claude Monet's Garden, Schirmer/Mosel Verlag, München (2012); mit einem Essay von Hubertus von Amelunxen. ISBN 978-3-8296-0578-6
- Iannis Xenakis, Kontrolle und Zufall, Akademie der Künste, Berlin (2011); herausgegeben zusammen mit Angela Lammert.
- Cy Twombly, Photographs III. 1951–2010 (2011); mit einem Essay von Hubertus von Amelunxen. ISBN 978-3-8296-0537-3
- Photography and Disaster. Collected Essays, University of Disaster Series, Atropos Press, New York/Dresden (2010).
- Paul Virilio, Grey Ecology, University of Disaster Series, Atropos Press, New York/Dresden (2009); herausgegeben von Hubertus von Amelunxen.
- Notation. Kalkül und Form in den Künsten, Akademie der Künste, Berlin (2008); herausgegeben zusammen mit Dieter Appelt und Peter Weibel. ISBN 978-3-88331-123-4
- Naoya Hatakeyama, Scales, Nazraeli Press, Portland (2007); mit einem Essay von Hubertus von Amelunxen. ISBN 978-1-59005-216-7
- Petra Wittmar, Medebach, Steidl & SK Stiftung Kultur, Köln (2007); mit einem Essay von Hubertus von Amelunxen.
- Victor Burgin, Voyage to Italy, Hatje Cantz, Stuttgart (2006); herausgegeben zusammen mit Thomas Zander. ISBN 978-3-7757-1886-8
- Dieter Appelt, Forth Bridge. Cinema. Metric Space, Canadian Centre for Architecture, Montréal (2005). ISBN 978-3-03778-048-0
- Alain Paiement, Tangent e, Lars Müller Publishers & Canadian Centre for Architecture, Zürich/Montréal (2003). ISBN 978-3037780107
- Jean-Philippe Reverdot, Bilan provisoire. Photographies 1983-1999, Marval, Paris (2001). ISBN 978-2-86234-333-4
- Gegenwartsbildung / Present Formations, Schriftenreihe der Muthesius Kunsthochschule "Gestalt und Diskurs", 2. Band, Kiel (2001); herausgegeben zusammen mit Antje Krause-Wahl.[6]
- Photo- und Konzeptkunst am Bau. Unter den Linden 50. Ein Projekt für den Deutschen Bundestag Berlin, AWF Verlag, Heidelberg (2000); herausgegeben zusammen mit Hans-Werner Schmidt. ISBN 978-3-00-006328-2
- Architecture of Zaha Hadid in Photographs by Hélène Binet, Lars Müller Publishers, Baden (2000); mit einem Essay von Hubertus von Amelunxen.
- Theorie der Fotografie I-IV. 1980–1995, Schirmer/Mosel, München (2000); herausgegeben zusammen mit Wolfgang Kemp. ISBN 978-3-8296-0239-6
- Tomorrow For Ever. Architektur/Zeit/Photographie, DuMont, Köln (1999); herausgegeben zusammen mit Carl Aigner und Walter Smerling. ISBN 978-3-7701-5068-7
- Andreas Müller-Pohle, Interfaces. Foto + Video. 1977–1999, European Photography, Göttingen (1999); herausgegeben von Hubertus von Amelunxen. ISBN 3-923283-51-2
- Artfiction. Junge Kunst aus Italien, Kiel Stadtgalerie im Kulturviertel/Sophienhof Kiel, Kiel (1998); herausgegeben zusammen mit Knut Nievers und Edoardo DiMauro. ISBN 978-3-927979-49-9
- Photography after Photography. Memory and Representation in the Digital Age, G+B Arts, New York  (1997); herausgegeben zusammen mit Stefan Iglhaut und Florian Rötzer.
- Les lieux du non-lieu. L'état des choses dans la photographie française contemporaine, Verlag der Kunst, Dresden (1997); herausgegeben zusammen mit Ulrich Pohlmann. ISBN 90-5705-062-5
- Fotografie nach der Fotografie, Verlag der Kunst, Berlin (1995); herausgegeben zusammen mit Stefan Iglhaut und Florian Rötzer.
- Allegorie und Photographie. Untersuchungen zur französischen Literatur des 19. Jahrhunderts, Universität Mannheim (1992); Dissertation.[7]
- Zhang Hai'er, Fotografien aus China. 1986–1989, Edition Braus, Heidelberg (1990); herausgegeben zusammen mit Barbara Kunzendorf-Hohenadl. ISBN 978-3-925835-93-3
- Television/Revolution. Das Ultimatum des Bildes. Rumänien im Dezember 1989, Jonas, Marburg (1990); herausgegeben zusammen mit Andrei Ujica. ISBN 978-3-89445-100-4
- Die aufgehobene Zeit. Die Erfindung der Photographie durch William Henry Fox Talbot, Nishen, Berlin (1988).[8] ISBN 978-3-88940-012-3

## Ausstellungen
- Cy Twombly. Photographs 1951–2010 im BOZAR-PMSK, Brussels (2012); kuratiert zusammen mit Cy Twombly.[9]
- Kontrolle und Zufall. Iannis Xenakis: Komponist, Architekt, Visionär in der Akademie der Künste, Berlin (2011); kuratiert zusammen mit Sharon Kanach und Angela Lammert.[10]
- Notation – Kalkül und Form in den Künsten im Zentrum für Kunst und Medientechnologie in Karlsruhe (2008, 2009); kuratiert zusammen mit Dieter Appelt und Peter Weibel.[11]
- Notabene in der Villa Oppenheim in Berlin (2008).[12]
- Eric Rondepierre. Umkehrungen in der Villa Oppenheim in Berlin (2008).[13]
- Tangent·e IV. Naoya Hatakeyama: Scales im Canadian Centre for Architecture (CCA) in Montréal (2007–2008).[14]
- Allgemeine Konzeption für Peter Greenaway. L’avenir dure longtemps bei der École Européenne Supérieure de l’Image in Poitiers (2007).[15]
- Gordon Matta-Clark. Moment to Moment: Space in der Akademie der Künste in Berlin (2013).[16]
- Tangent·e III. Victor Burgin. Voyage to Italy im Canadian Centre for Architecture (CCA) in Montréal (2006–2007).[17]
- Anthony McCall & Eric Rondepierre. Timeline in der Galerie Thomas Zander und im Neuen Kunstforum in Köln (2006).[18]
- Tangent·e II. Dieter Appelt. Cinema Forth Bridge im Canadian Centre for Architecture (CCA) in Montréal (2005).[19]
- Out of the Box: Cedric Price, Aldo Rossi, James Stirling, Gordon Matta-Clark im Canadian Centre for Architecture (CCA) in Montréal (2003–2004); kuratiert zusammen mit Mirko Zardini, Mark Wigley, Marco De Michelis, Philip Ursprung und Anthony Vidler.[20]
- Tangent·e I. Alain Paiement im Canadian Centre for Architecture (CCA) in Montréal (2003).[21]
- Tomorrow For Ever. Fotografie als Ruine in der Kunsthalle in Krems und beim Lehmbruck-Museum in Duisburg (1999).[22]
- Andreas Müller-Pohle. Interfaces, Foto und Video 1977–1999 im Alten Rathaus in Göttingen (1999).[23]
- Artfiction. Junge Kunst aus Italien in der Stadtgalerie im Sophienhof in Kiel (1998); diese war die erste von einer langen Reihe von Ausstellungen italienischer Kunst in Kiel.
- Carol Dallaire. Ça a été: Le territoire en deuil in den Rencontres Internationales de la Photographie d'Arles in Arles (1998).[24]
- Les lieux du non-lieu. L'etat des choses dans la photographie française contemporaine im Münchener Stadtmuseum in München (1997).[25]
- Lewis Baltz & Slavica Perkovic. Stories of Power and Desire in der Galerie Angelo Falzone in Mannheim (1996).
- Photography after Photography, Ausstellung gezeigt in München, Krems, Erlangen, Cottbus, Odense, Winterthur, Helsinki und Philadelphia (1995–1998); beauftragt vom Kulturprogramm des Siemens.[26]
- Der Ton des Raums. Malerei, Skulptur und Photographie in der Galerie Angelo Falzone in Mannheim (1995).
- Die aufgehobene Zeit. Die Erfindung der Photographie durch William Henry Fox Talbot, gezeigt in der Städtischen Galerie im Lenbachhaus in München und im Palais de Tokyo in Paris (1989–1990).[27]
- Denis Roche. Un peu plus de lumière im MUMOK in Wien, beim Institut Français in Heidelberg und beim Frankfurter Kunstverein in Frankfurt am Main (1986–1987).